# غويلرمو سوتيلو
غويلرمو سوتيلو (بالإسبانية: Guillermo Sotelo)‏ هو لاعب كرة قدم أرجنتيني في مركز الدفاع، ولد في 1991 في مدينة ريكونكيستا، سانتا في في الأرجنتين. لعب مع Crucero del Norte ‏.

## وصلات خارجية
- غويلرمو سوتيلو على موقع قاعدة بيانات كرة القدم.إي يو (الإنجليزية)
- غويلرمو سوتيلو على موقع Soccerway.com (الإنجليزية)
- غويلرمو سوتيلو على موقع AS.com (الإسبانية)